# 焼灼術

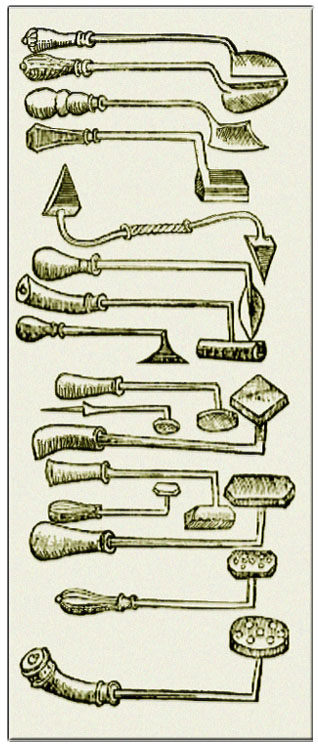
焼灼止血法の焼きコテ(1624年)

焼灼術（しょうしゃくじゅつ、Cauterization）とは、身体の一部を焼くことによって、その部分を除去したり閉じたりする医療行為である。

## 概要
焼灼術とは、出血や損傷を抑える、腫瘍を除去する、あるいは抗生物質が使用できない状況下において感染症などのリスクを最小限に抑えることを目的として、組織の一部を破壊するものである。
かつてこの療法は、創傷の治療法として広く用いられていた。抗生物質が登場する以前においてこの療法は、大量出血を防ぎ、切断部位を閉じるために有効であると考えられていた。歴史的には、焼灼は感染を防ぐ手段として信じられていたが、現代の研究によれば、焼灼は組織損傷を増加させ、細菌の繁殖に適した環境を提供することで、むしろ感染リスクを高めることが示されている。
現代において用いられる主な焼灼術は、電気焼灼と化学焼灼である。どちらも、イボの美容的除去や鼻血の止血などに広く用いられている。

## 焼灼止血法
焼灼止血法は出血面を焼くことで蛋白質の熱凝固作用によって止血する方法である。
近代以前に、四肢切断などの重傷の場合に有効な止血法として世界各地で用いられた。傷口を焼コテで焼くという非常に原始的で苦痛を伴う方法であったが、特別な技術・器具・薬品を用いず安価に行えるため広く行われてきた。
しかし止血する代わりに熱傷を負わせるという外傷の取引のような治療法であるため、適切な焼灼とその後の火傷の処置が行われないと逆に悪化させる結果になる。
例えば16世紀頃までのヨーロッパでは銃創の治療に沸騰させた油を傷口に注ぐという方法が用いられていたが、この方法は重度の火傷を起こし、止血はしても火傷からの感染症で命を落としかねない危険な処置方法でもあった。こうした現場での外傷の止血方法は後にアンブロワーズ・パレによって血管結紮法へと替えられていくことになる。
医学・医療の進歩に伴い、人間に対して焼コテが使われることはなくなったが、家畜などに対して行われる例はある。また、電気メスや医療用レーザー、マイクロ波凝固などの機器や酸などの薬剤を用いた治療・止血方法は焼灼止血法の原理に着眼したものである。これらは現代日本では医師が適切な方法で行なうべき医療行為であり、一般人が行うのは違法である。医師以外が行う外傷に対する応急処置としては、多くの場合において直接圧迫止血法が適切である。

## 電気焼灼術
電気焼灼術は、電流で加熱された金属プローブからの熱伝導を利用して組織を破壊（または軟部組織を切開）する処置である。この処置は、小血管からの出血を止める。電気焼灼術では、単極（ユニポーラ）または双極（バイポーラ）方式で高周波交流電流を用いる。連続波形では組織を切断し、断続波形では組織を凝固させる。
この処置で発生する熱は、波形と出力レベルに応じて、組織に対して焼灼、凝固、切開、乾燥など、様々な作用をもたらす。したがって、電気焼灼術、電気凝固術、電気掻爬術、電気掻爬術は、必要に応じて同じ処置で同時に行うことができる。

## 化学焼灼術
化学反応には組織を破壊することができる物があり、いくつかは臨床現場で日常的に用いられている。最も一般的なのは、疣贅や壊死組織などの小さな皮膚病変の除去や止血である。
。化学物質は焼灼術の対象とならない部位にも浸出する可能性があるため、通常、レーザーや電気による方法が好まれる。
硝酸銀、トリクロロ酢酸、カンタリジンなどが用いられる。

## 文化
- 類した日本の俗信として、毒蛇の咬傷に関する治療において、「マッチを刷って、傷口の周囲を廻す」（新潟県）、「マッチの火で傷口を焼く」（愛知県）、「傷口に当てて擦る」（長野県）、「傷口に煙硝の粉を少し乗せて、パッと火をつける」（石川県）などがある（鈴木棠三 『日本俗信辞典 動物編』 角川ソフィア文庫 2020年 p.687.マッチは近代以降の俗信であり、煙硝の粉は鉄砲伝来後と見られる。）。